# Blake Neely

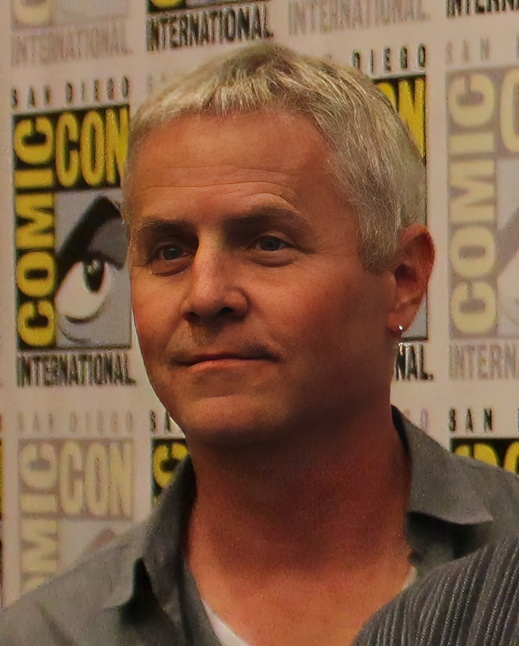
Blake Neely (2014)

Blake Neely (* 28. April 1969 in Paris, Texas) ist ein US-amerikanischer Komponist, Dirigent und Autor.

## Karriere
Neely arbeitete bis heute an mehr als einem Dutzend Film- und Fernsehserien-Produktionen. Unter anderem zählen dazu die Fernsehserien Everwood, Jack & Bobby, Brothers & Sisters, Eli Stone, Arrow, Supergirl, The Flash, Legends of Tomorrow und Dirty Sexy Money sowie drei Filme der Pirates of the Caribbean-Reihe, King Kong und Last Samurai. Er arbeitete dabei oft mit dem Filmproduzenten, Drehbuchautor und Filmregisseur Greg Berlanti zusammen.
Neely war dreimal für einen Emmy nominiert: 2003 für die Vorspannmusik von Everwood, 2010 für die Musikkomposition der Miniserie The Pacific und 2012 für die Musikkomposition der Fernsehserie Pan Am. 2009 gewann er den ASCAP Award für die Musik der Serien Brothers & Sisters und The Mentalist. Bei den BMI Film & TV Award erhielt er 2013 den BMI TV Music Award für Arrow, The Mentalist und Golden Boy und 2018 den Preis für Flash. Zudem war Neely für weitere Auszeichnungen nominiert.

## Filmografie (Auswahl)

### Filme
- 2004: First Daughter – Date mit Hindernissen (First Daughter)
- 2005: Wedding Date (The Wedding Date)
- 2008: Der große Buck Howard (The Great Buck Howard)
- 2008: Surfer, Dude
- 2010: So spielt das Leben (Life as We Know It)
- 2011: Love, Wedding, Marriage – Ein Plan zum Verlieben (Love, Wedding, Marriage)
- 2014: The Case Against 8
- 2020: Greyhound – Schlacht im Atlantik (Greyhound)

### Serien
- 2002–2006: Everwood
- 2004–2005: Jack & Bobby
- 2006–2007: What About Brian
- 2006–2011: Brothers & Sisters
- 2007–2008: Ganz schön schwanger (Notes from the Underbelly)
- 2008–2009: Eli Stone
- 2008–2015: The Mentalist
- 2010–2011: My Superhero Family (No Ordinary Family)
- 2010: The Pacific (Miniserie)
- 2012–2020: Arrow
- 2014: Resurrection
- 2014–2023: The Flash
- 2015: Vixen (Webserie)
- 2015–2017: Blindspot
- 2015–2021: Supergirl
- 2016–2022: Legends of Tomorrow (DC’s Legends of Tomorrow)
- 2017–2018: Kevin (Probably) Saves the World
- 2017–2019: Riverdale
- 2018: Deception – Magie des Verbrechens (Deception)
- 2018–2019: All American
- seit 2018: You – Du wirst mich lieben (You)
- seit 2019: Emergence
- 2019–2022: Batwoman
- 2021: The Flight Attendant
- 2024: Masters of the Air

### Dokumentationen
- 2005: Magnificent Desolation: Walking on the Moon in 3D (from the Imax-Documentary)
- 2008: David McCollough: Painting With Words by Blake Neely
- 2010: The Work To Come by Blake Neely
- 2022: Good Night Oppy